# Treballador sexual

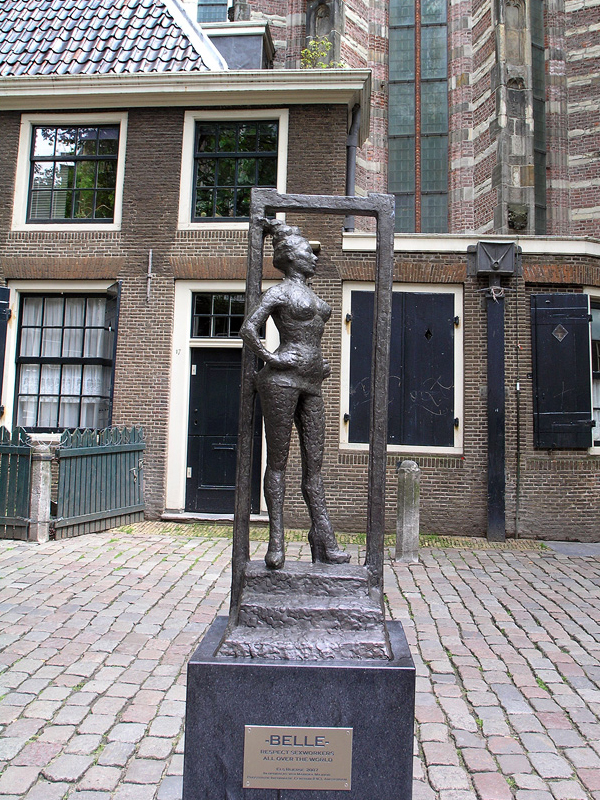
Estàtua de bronze, Belle al Barri Vermell d'(Amsterdam), davant Oude Kerk. El març de 2007 es va afegir la inscripció: "Pel que fa a totes les treballadores del sexe de tot el món .".

Un treballador sexual o treballador del sexe és una persona que realitza una activitat de tipus sexual (el treball sexual) que li reporta ingressos. De vegades, el terme es fa servir com a sinònim de prostitució, però la seva definició exacta depèn del marc legal, acadèmic o lingüístic de referència. Alguns estudiosos defineixen la professió com la d'individus que realitzen activitats sexuals o relacionades amb la indústria del sexe com a mitjà de vida, la qual cosa inclou també a persones que fan striptease, teleoperadors de línies eròtiques o actors pornogràfics, entre d'altres.

## Etimologia
El terme «treballador/a sexual» (usat sovint en femení) és una traducció directa del neologisme anglès sex worker, creat el 1978 per Carol Leigh, en la seva faceta d'activista dels drets de les persones treballadores sexuals. El terme es va popularitzar gradualment durant les dècades següents arreu del món i en diferents àmbits. En català, malgrat això, el terme encara és absent a diccionaris i guies d'estil.

## El treball sexual en la pràctica
El creixement del turisme sexual ha portat a un gran increment de la indústria del sexe. El turisme sexual il·legal amb menors ha esdevingut un problema notori a països com Costa Rica i Tailàndia. En altres parts del món, les indústries de sexe legal (és a dir, consensuat i amb persones majors d'edat) suposen una aportació important a l'economia local d'alguns centres urbans. Un exemple és el barri de Reeperbahn a Hamburg, una zona de prostitució legalitzada que paga impostos i dona servei a turistes de tot el món.
Les indústries del sexe (i per tant els seus treballadors) tendeixen a florir al costat de les bases militars. El port naval britànic de Portsmouth va tenir una reeixida i abundant indústria local del sexe durant el segle xix, i fins als inicis dels anys 1990 hi havia grans districtes de llums vermelles prop de les bases nord-americanes a les Filipines. El famós districte d'entreteniment de Patpong a Bangkok (Tailàndia), va començar sent una zona de R & R (Rest & Recovery, «descans i esbarjo») per a les tropes nord-americanes que servien a la guerra del Vietnam a principis dels anys 1970.
De vegades, es fa servir també l'eufemisme «proveïdor de serveis per a adults» per referir-se a treballadors sexuals, encara que aquest terme és molt més ampli ja que inclou a qualsevol que estigui relacionat amb la indústria del sexe, com ara webmasters de pàgines pornogràfiques, productors de cinema porno, etc.
Existeixen pàgines d'informació disponibles per a aquells que estan pensant a entrar a la indústria del sexe i cerquen informació sobre el seu mode de funcionament. Aquestes pàgines donen informació sobre qualsevol cosa, des de com iniciar-se fins consells sobre seguretat i higiene.

## Dimensió legal del treball sexual
Depenent de les lleis existents en el país, els treballadors sexuals poden estar regulats, controlats o prohibits. En la majoria de països, fins i tot entre els que han legalitzat la prostitució, els treballadors sexuals estan sovint estigmatitzats i marginats, la qual cosa pot dificultar la cerca de suport legal en cas de discriminació (p. ex. discriminació racial per part de la propietat d'un club de striptease), impagament per part d'un client, agressió o violació. El terme sorgeix, precisament, dels col·lectius implicats, arran de la defensa de l'argument que els treballadors sexuals han de tenir els mateixos drets humans i laborals que qualsevol altra classe de treballador.
Per exemple, el Gremi Canadenc per al Treball Eròtic és un grup de pressió que exigeix la legalització del treball sexual, l'eliminació de les regulacions estatals sobre el mateix (considerades més repressives que les imposades a altres empleats i negocis), el dret al reconeixement i la protecció sota les lleis regulars d'ocupació, el dret a formar i integrar-se en associacions i sindicats professionals (sobretot per tal de poder participar en negociacions col·lectives) i el dret a viatjar i travessar fronteres legalment amb finalitat professional. Argumenten també que la legalització del treball sexual permetrà dur-lo a terme en circumstàncies més ben organitzades (com ara en bordells legals), en què les regulacions exigibles per llei (com ara l'ús obligatori de condons i les revisions mèdiques obligatòries als treballadors) ajudin a reduir la transmissió del VIH i altres malalties de transmissió sexual.
Als Països Baixos, Alemanya, Nova Zelanda i alguns estats d'Austràlia els treballadors del sexe estan reconeguts pels seus governs. Allà, el terme «treballador sexual» és utilitzat sovint per aquells que donen suport els drets legals i econòmics d'aquests treballadors.